# Smittoidea zealandiae
Smittoidea zealandiae är en mossdjursart som först beskrevs av Brown 1952.  Smittoidea zealandiae ingår i släktet Smittoidea och familjen Smittinidae. Inga underarter finns listade i Catalogue of Life.